# Inscutomonomma hessei fortesculpturaturn
Inscutomonomma hessei fortesculpturaturn es una subespecie de coleóptero de la familia Monommatidae.

## Distribución geográfica
Habita en la Provincia del Cabo (Sudáfrica).